# (88) Tisbe
(88) Tisbe es un asteroide perteneciente al cinturón de asteroides descubierto el 15 de junio de 1866 por Christian Heinrich Friedrich Peters desde el observatorio Litchfield de Clinton, Estados Unidos.
Está posiblemente nombrado por Tisbe, un personaje del drama El sueño de una noche de verano del escritor inglés William Shakespeare (1564-1616).

## Características orbitales
Tisbe orbita a una distancia media del Sol de 2,768 ua, pudiendo acercarse hasta 2,313 ua. Tiene una inclinación orbital de 5,215° y una excentricidad de 0,1642. Emplea 1682 días en completar una órbita alrededor del Sol.